# Robert Margalis
Robert Margalis (Queens, 8 febbraio 1982) è un ex nuotatore statunitense specializzato nello stile libero e nei misti.
Ha vinto l'oro nelle staffette 4x100 m stile libero e 4x200 m stile libero ai Giochi Olimpici di Pechino 2008, nuotando solo nei turni preliminari. Vanta anche un argento ai mondiali in vasca corta di Manchester 2008 nei 400 m misti dietro al connazionale Ryan Lochte.

## Palmarès
- Giochi olimpici

Pechino 2008: oro nella 4x100m sl e nella 4x200m sl.
- Mondiali in vasca corta

Manchester 2008: argento nei 400m misti
- Giochi PanPacifici

Victoria 2006: argento nei 400m misti.
- Giochi Panamericani

Santo Domingo 2003: oro nei 400m misti.
Rio de Janeiro 2007: argento nei 200 misti, nei 400m misti e nella 4x200m sl.
Guadalajara 2011: oro nella 4x200m sl e bronzo nei 400m misti.